# Расторможённое расстройство привязанности
Расторможённое расстройство привязанности детского возраста (англ. disinhibited attachment disorder of childhood, DAD), или расстройство привязанностей в детском возрасте по расторможённому типу, — психическое расстройство, возникающие в результате отсутствия тесного эмоционального контакта с родителями. Выражается в общей прилипчивости (к 2-летнему возрасту) и неразборчиво дружеском поведении к малознакомым людям, направленном на привлечение внимания (к 4-летнему возрасту).